# Metrichia bulbosa
Metrichia bulbosa är en nattsländeart som först beskrevs av Jacquemart 1963.  Metrichia bulbosa ingår i släktet Metrichia och familjen smånattsländor. Inga underarter finns listade i Catalogue of Life.